# Imangali Bałtabanow
Imangali Taukeszewicz Bałtabanow (ros. Имангали Таукешевич Балтабанов, kaz. Иманғали Тәукешұлы Балтабанов; ur. 10 kwietnia 1925 w aule Kok-Utkeł w obwodzie aktiubińskim, zm. 26 lutego 1945 na Śląsku) – radziecki żołnierz narodowości kazachskiej, sierżant, uhonorowany pośmiertnie tytułem Bohatera Związku Radzieckiego (1945).

## Życiorys
Urodził się w rodzinie kazachskiego hodowcy bydła. Wcześnie stracił rodziców, wychowywał się u wuja. Po ukończeniu szkoły podstawowej pracował w brygadzie kołchozu, w wieku 16 lat skończył kursy traktorzystów i zaczął pracę jako traktorzysta.
W 1943 został powołany do Armii Czerwonej i po krótkim przysposobieniu skierowany na front, na początku walczył pod Leningradem. Szczególnie wyróżnił się podczas forsowania Odry i walkach o utrzymanie przyczółka na zachodnim brzegu na południe od Opola na początku 1945 jako dowódca działonu 289. pułku strzelców 120. Dywizji Strzeleckiej w składzie 21 Armii i 1 Frontu Ukraińskiego w stopniu sierżanta. 25 stycznia 1945 w walkach o przyczółek na zachodnim brzegu Odry ogniem z karabinu maszynowego zabił kilkudziesięciu niemieckich żołnierzy i oficerów, został ranny i kontuzjowany, jednak nie opuścił pola walki. Zginął w dalszych walkach. Był odznaczony Medalem „Za Odwagę”. Został pochowany na południowy zachód od Opola, po wojnie jego grób przeniesiono do Bolesławic. 10 kwietnia 1945 pośmiertnie otrzymał tytuł Bohatera Związku Radzieckiego i Order Lenina. W jego rodzinnej wsi jego imieniem nazwano ulicę.